# Oumar Kondé
Oumar Kondé (* 19. August 1979 in Binningen) ist ein ehemaliger Schweizer Fussballspieler, der auch die französische Staatsangehörigkeit besitzt.

## Karriere
Kondé begann seine Karriere beim SC Binningen. Über die Stationen FC Basel und Blackburn Rovers gelangte der gelernte Abwehrspieler zum SC Freiburg. Mit dem SC Freiburg war Kondé nach Abschluss der Saison 2004/2005 als Tabellenletzter in die Zweite Bundesliga abgestiegen. Da er in Freiburg von Volker Finke nicht mehr berücksichtigt wurde, wechselte er zu Hansa Rostock. In der Hinrunde absolvierte Kondé dort jedoch nur zwei Einsätze und wechselte in der Winterpause zum schottischen Verein Hibernian Edinburgh. Nach nur einem Jahr in Edinburgh schloss er sich dem griechischen Erstligisten Panionios Athen an und kam in der Rückrunde zu drei Einsätzen.
Zur Saison 2007/08 wechselte er zum FC Zürich. Nachdem er sich dort nie richtig hatte durchsetzen können, wechselte er 2009 nach China zu Chengdu Blades und 2011 zum SC TOT nach Thailand. Von 2012 bis zum Karriereende 2015 spielte er noch für verschiedene unterklassige Vereine in der Schweiz.

## Erfolge
- Schweizer Meister: 2009

## Privat
Kondé ist der Bruder des Rappers Griot.